# Sasaram
Sasaram – miasto w Indiach, w stanie Bihar. W 2011 roku liczyło 147 408 mieszkańców. 
Do najsłynniejszych zabytków Sasaram należy mauzoleum Szer Szaha, XVI-wiecznego władcy Delhi i twórcy imperium w północnych Indiach.